# Danmarks Idrætsforbund
Danmarks Idrætsforbund (eller DIF), grundat den 14 februari 1896, är en samlande organisation för både elit- och breddidrott och/eller sport på föreningsnivå i Danmark. DIF är också ansvarigt för det danska deltagandet vid de Olympiska spelen (OS) som Danmarks Olympiska Kommitté – internationellt används namnet National Olympic Committee and Sports Confederation of Denmark. DIF är huvudorganisation för 61 specialidrottsförbund med sammanlagt 1.934.521 medlemmar fördelat på 797.467 kvinnor och 1.137.054 män i 9.247 föreningar (2013). Kansliet ligger i Idrættens hus i Brøndby utanför Köpenhamn.